# Alfred Amédée Dodds

Alfred Amédée Dodds

Alfred Amédée Dodds (* 6. Februar 1842 in St. Louis, Senegambien; † 18. Juli 1922 in Paris) war ein französischer Général de division, der eine führende Rolle in der Kolonialisierung Westafrikas durch Frankreich spielte.
Dodds trat 1862 in die Militärschule Saint-Cyr und befehligte dann im Deutsch-Französischen Krieg 1870/71 eine Kompanie der Marineinfanterie bei Bazeilles. 1875 kämpfte er in Cayor, 1887/88 war er in Tongking und beteiligte sich, nachdem er 1887 zum Oberst befördert worden war, an allen Militäroperationen in Senegambien.
Im Mai 1892 erhielt Dodds das Oberkommando über das nach Dahomé gesandte Expeditionskorps und nahm nach siegreichen Kämpfen am 17. November die Hauptstadt Abome ein, worauf er zum Brigadegeneral ernannt wurde. Dieser Sieg war wichtig für die Zusammenführung der französischen Besitzungen in Westafrika. Im folgenden Jahr unternahm er eine neue Expedition, um den geflüchteten König Behanzin unschädlich zu machen, was ihm durch dessen Gefangennahme im Januar 1894 auch gelang.
Nach Frankreich zurückgekehrt erhielt er das Kommando der 4. Marineinfanteriebrigade in Toulon und wurde im Februar 1896 wieder nach Tongking gesandt, um die Leitung einer gegen die Schwarzflaggen geplanten Expedition zu übernehmen. Bereits im Juli 1896 wieder abberufen, wurde er 1897 zum Kommandeur der 2. Marinebrigade in Brest ernannt. 1899 wurde er zum Divisionsgeneral befördert und erhielt 1900 den Oberbefehl über die Truppen des 20. Kolonial-Armeekorps in Indochina. 1907 trat er zur Reserve über und diente bis 1914 im autonomen Oberkommando zur Kriegsführung.
Alfred Amédée Dodds starb am 18. Juli 1922 in Paris.